# Kim Magnusson
Kim Magnusson (Charlottenlund, 29 settembre 1965) è un produttore cinematografico e attore danese.

## Biografia
Kim Magnusson è nato il 29 settembre 1969 a Charlottenlund, in Danimarca. Nel 1995 ha fondato insieme al padre Tivi la casa di produzione M&M Productions. Nel 1996 ha prodotto il corto Ernst & Lyset, il quale gli ha valso una candidatura al Premio Oscar per il miglior cortometraggio. Nel 1999, ha vinto l'Oscar assieme a Anders Thomas Jensen per Valgaften. Nello stesso anno, ha vinto il Daytime Emmy Award per L'isola in via degli Uccelli, basato sul libro di Uri Orlev. Nel 2001, è stato candidato al Premio Robert al miglior film per Blinking Lygter. Nel 2014 ha vinto il suo secondo Oscar per Helium, diretto da Anders Walter. Tra le opere da lui prodotte vi sono anche Nói albinói, diretto da Dagur Kári e Le mele di Adamo, diretto da Anders Thomas Jensen e il film di Giorgio Pasotti Abbi fede.

## Vita privata
Magnusson è sposato con la produttrice cinematografica Rebecca Pruzan.

## Filmografia

### Produttore

#### Cinema
- Ballerup Boulevard, regia di Linda Wendel (1986)
- Negerkys og labre larver, regia di Li Vilstrup (1987)
- Walter & Carlo i Amerika, regia di Jarl Friis-Mikkelsen e Ole Stephensen (1989)
- Davids  bog, regia di Lasse Spang Olsen (1996)
- L'isola in via degli Uccelli (The Island on Bird Street), regia di Søren Kragh-Jacobsen (1997)
- Albert, regia di Jørn Faurschou (1998)
- Luci intermittenti (Blinkende lygter), regia di Anders Thomas Jensen (2000)
- Kiss Kiss (Bang Bang), regia di Stewart Sugg (2001)
- Jolly Roger, regia di Lasse Spang Olsen (2001)
- Semana Santa, regia di Pepe Danquart (2001)
- Nói albinói, regia di Dagur Kári (2003)
- La banda Olsen e il tesoro sommerso (Olsenbanden Junior går under vann), regia di Arne Lindtner Næss (2003)
- De grønne slagtere, regia di Anders Thomas Jensen (2003)
- Zakka West, regia di Mikael Colville-Andersen (2003)
- Evil - Il ribelle (Ondskan), regia di Mikael Håfström (2003)
- Mot Moskova, regia di Runar Hodne (2003)
- La banda Olsen a ritmo di rock (Olsenbanden Junior på rocker'n), regia di Arne Lindtner Næss (2004)
- Terkel in Trouble, regia di Kresten Vestbjerg Andersen, Thorbjørn Christoffersen e Stefan Fjeldmark (2004)
- Aftermath (Lad de små børn), regia di Paprika Steen (2004)
- Drowning Ghost - Oscure presenze (Strandvaskaren), regia di Mikael Håfström (2004)
- Tid til forandring, regia di Lotte Svendsen (2004)
- Babylonsjukan, regia di Daniel Espinosa (2004)
- Il fachiro di Bilbao (Fakiren fra Bilbao), regia di Peter Flinth (2004)
- Bombay Dreams, regia di Lena Koppel (2004)
- Pusher II - Sangue sulle mie mani (Pusher II), regia di Nicolas Winding Refn (2004)
- An Enemy of the People (En folkefiende), regia di Erik Skjoldbjærg (2005)
- Anklaget, regia di Jacob Thuesen (2005)
- Som man bäddar..., regia di Maria Essen (2005)
- Un amico da salvare (Venner for livet), regia di Arne Lindtner Næss (2005)
- Unge andersen, regia di Rumle Hammerich (2005)
- The Big Day (Den store dag), regia di Morten Arnfred (2005)
- Lost and Found (Opbrud), regia di Jacob Grønlykke (2005)
- Le mele di Adamo (Adams æbler), regia di Anders Thomas Jensen (2005)
- The Ambulance (Ambulancen), regia di Laurits Munch-Petersen (2005)
- Flies on the wall (Fluerne på væggen), regia di Åke Sandgren (2005)
- Pusher 3 - L'angelo della morte (Pusher 3), regia di Nicolas Winding Refn (2005)
- Il ritorno di Buffalo Bill (Percy, Buffalo Bill och jag), regia di Anders Gustafsson (2005)
- Doxa, regia di Leif Magnusson (2005)
- Pettson & Findus - Tomtemaskinen, regia di Jørgen Lerdam e Anders Sørensen (2005)
- Il tesoro dei Templari (Tempelriddernes skat), regia di Kasper Barfoed (2006)
- Johnny Was, regia di Mark Hammond (2006)
- Baba's Cars (Babas bilar), regia di Rafael Edholm (2006)
- Kill Your Darlings, regia di Björne Larson (2006)
- Lotto, regia di Peter Schrøder (2006)
- Triple Dare (Supervoksen), regia di Christina Rosendahl (2006)
- Clash of Egos (Sprængfarlig bombe), regia di Tomas Villum Jensen (2006)
- Ghosts of Cité Soleil, regia di Asger Leth (2006)
- Mýrin, regia di Baltasar Kormákur (2006)
- Bitter Sweetheart (Linas kvällsbok), regia di Hella Joof (2007)
- The Black Madonna (Den sorte Madonna), regia di Lasse Spang Olsen (2007)
- Il tesoro dei templari II - Ritorno al passato (Tempelriddernes skat II), regia di Giacomo Campeotto (2007)
- Room 205 (Kollegiet), regia di Martin Barnewitz (2007)
- Shrooms - Trip senza ritorno (Shrooms), regia di Paddy Breathnach (2007)
- Amata da tutti (Underbar och älskad av alla), regia di Hannes Holm (2007)
- Veðramót, regia di Guðný Halldórsdóttir (2007)
- With Your Permission (Til døden os skiller), regia di Paprika Steen (2007)
- To Love Someone (Den man älskar), regia di Åke Sandgren (2007)
- Il Mondo di Karla (Karlas kabale), regia di Charlotte Sachs Bostrup (2007)
- Ping-pongkingen, regia di Jens Jonsson (2008)
- Brúðguminn, regia di Baltasar Kormákur (2008)
- Festa di fine estate (Frode og alle de andre rødder), regia di Bubber (2008)
- Worlds Apart (To verdener), regia di Niels Arden Oplev (2008)
- Il tesoro dei Templari III (Tempelriddernes skat III - Mysteriet om slangekronen), regia di Giacomo Campeotto (2008)
- Comeback, regia di Ulrik Wivel (2008)
- Det perfekte kup, regia di Dennis Petersen (2008)
- Reykjavík-Rotterdam, regia di Óskar Jónasson (2008)
- Karla e Katrine amiche inseparabili (Karla og Katrine), regia di Charlotte Sachs Bostrup (2009)
- Aching Hearts (Kærestesorger), regia di Nils Malmros (2009)
- Headhunter, regia di Rumle Hammerich (2009)
- SuperBrother (Superbror), regia di Birger Larsen (2009)
- Monsterjægerne, regia di Martin Schmidt (2009)
- Ved verdens ende, regia di Tomas Villum Jensen (2009)
- Oldboys, regia di Nikolaj Steen (2009)
- R, regia di Tobias Lindholm e Michael Noer (2010)
- Therapy (Parterapi), regia di Kenneth Kainz (2010)
- The Trouble with Terkel, regia di Thorbjørn Christoffersen e Stefan Fjeldmark (2010)
- Sound of Noise, regia di Ola Simonsson e Johannes Stjärne Nilsson (2010)
- Olsen-banden på de bonede gulve, regia di Jørgen Lerdam (2010)
- Encounters, regia di Anders Johannes Bukh (2014)
- Mænd & høns, regia di Anders Thomas Jensen (2015)
- Albert e il diamante magico (Albert), regia di Karsten Kiilerich (2015)
- I Kill Giants, regia di Anders Walter (2017)
- Alì e il tappeto volante (Hodja fra Pjort), regia di Karsten Kiilerich (2018)
- Kollision, regia di Mehdi Avaz (2019)
- Abbi fede, regia di Giorgio Pasotti (2020)
- Kadaver, regia di Jarand Herdal (2020)
- A Beautiful Curse, regia di Martin Garde Abildgaard (2021)
- Granchio nero (Svart krabba), regia di Adam Berg (2022)
- My People, regia di Anna Rezan (2022)
- War Sailor (Krigsseileren), regia di Gunnar Vikene (2022)
- Kagefabrikken, regia di Christian Lollike (2022)
- My People, regia di Anna Rezan (2023)
- Synkefri, regia di Christian Andersen (2023)

#### Televisione
- Jolly Roger - et effektfuldt eventyr, regia di Steffen Bjergved e Michael Sandager (2001)
- Tusenbröder - serie TV, episodio 1x03 (2002)
- Forsvar - serie TV (2003)
- Overcoming, regia di Tómas Gislason - documentario (2005)
- Beck - serie TV, 10 episodi (2006-2009)
- Mr. Poxycat & Co. - serie TV, 6 episodi (2007)
- Pros vs. Joes - serie TV, 2 episodi (2008)
- Maria Wern - serie TV, 4 episodi (2008)
- Rocky - serie TV (2008)
- The Erotic Man, regia di Jørgen Leth - documentario (2010)
- Veni Vidi Vici - serie TV, 10 episodi (2017)
- Grænser - serie TV, 10 episodi (2021)

#### Cortometraggi
- De nye lejere, regia di Kenneth Kainz (1996)
- Ernst & Lyset, regia di Anders Thomas Jensen e Tomas Villum Jensen (1996)
- Café Hector, regia di Lotte Svendsen (1996)
- En stille død, regia di Jannik Johansen (1997)
- Wolfgang, regia di Anders Thomas Jensen (1997)
- Tempo, regia di Laurits Munch-Petersen (1998)
- Valgaften, regia di Anders Thomas Jensen (1998)
- Kys, kærlighed og kroner, regia di Louise Andreasen (1998)
- Old Spice, regia di Dagur Kári (1999)
- Min smukke nabo, regia di Amir Rezazadeh (1999)
- Afsporet, regia di Jannik Johansen (2000)
- Trækfugle, regia di Vibeke Muasya (2001)
- Den lille skrædder, regia di Vibeke Muasya (2001)
- Der er en yndig mand, regia di Martin Strange-Hansen (2002)
- Listetyven, regia di Kasper Barfoed (2003)
- Aarhus, regia di Jørgen Leth (2005)
- Helmer & søn, regia di Søren Pilmark (2006)
- Dear God, regia di Lise Birk Pedersen (2006)
- En forelskelse, regia di Christian Tafdrup (2008)
- 9 meter, regia di Anders Walter (2012)
- Helium, regia di Anders Walter (2013)
- Katusha, regia di Anders Walter (2014)
- Sporskifte, regia di Gordon Kennedy e Thomas Magnussen (2016)
- Silent Nights, regia di Aske Bang (2016)
- Dinner with A, regia di Julie Budtz Sørensen (2017)
- The Dolphin, regia di Laurits Munch-Petersen (2017)
- Broke, regia di Bjørn Erik Pihlmann Sørensen (2017)
- Dark Angel, regia di Svend Ploug Johansen (2018)
- Little Match Girl, regia di Björne Larson (2018)
- Konfirmanden, regia di Marie-Louise Damgaard (2019)
- Ingen siger farvel, men alle forsvinder, regia di Jonas Risvig (2019)
- Ida, regia di Parminder Singh (2019)
- Turned, regia di Anders Walter (2020)
- On My Mind, regia di Martin Strange-Hansen (2021)
- Stenofonen, regia di Nicolaj Kopernikus (2021)
- Stå, engle, på vagt, regia di Tobias Kampmann (2021)
- Mommy, Why Is Santa Crying?, regia di Marie-Louise Damgaard (2021)
- Løber, regia di Hanne Bruun (2021)
- Marble, regia di Sofie Markussen (2022)
- Ivalu, regia di Anders Walter e Pipaluk K. Jørgensen (2023)
- Knight of Fortune, regia di Lasse Lyskjær Noer (2023)
- De Ukuelige, regia di Stefan Pellegrini (2023)
- From Above, regia di Nicolaj Kopernikus (2023)
- Poke, regia di Christian Andersen (2023)
- Lið við lið, regia di Andrias Høgenni (2023)

### Attore

#### Cinema
- Kvindesind, regia di Stig Björkman (1980)

#### Televisione
- Världarnas bok - serie TV, 6 episodi (2006)

## Riconoscimenti
- Premio Oscar
  - 1997 - Candidatura al miglior cortometraggio per Ernst & Lyset[13]
  - 1998 - Candidatura al miglior cortometraggio per Wolfgang[14]
  - 1999 - Miglior cortometraggio per Valgaften[15]
  - 2007 - Candidatura a miglior cortometraggio per Helmer & Son[16]
  - 2014 - Miglior cortometraggio per Helium[17]
  - 2017 - Candidatura al miglior cortometraggio per Silent Nights[18]
  - 2022 - Candidatura al miglior cortometraggio per On My Mind[19]